# Escudo de Cuéllar
El escudo de Cuéllar es el símbolo más importante de Cuéllar, una villa de la provincia de Segovia, comunidad autónoma de Castilla y León, en España. 

## Historia
El escudo está inspirado en las armas que desde el siglo XV utilizó el concejo, y éstas a su vez están consideradas como una reducción de la matriz del antiguo sello del mismo.
Existen diversas teorías sobre su origen, pero la más aceptada es la de que son unas armas parlantes del nombre del municipio por su similitud con cuello o collera, representado por el cuello del caballo.

## Descripción
El escudo de Cuéllar con más de cuatro siglos fue oficializado el 26 de septiembre de 2008, y su descripción heráldica es:

«Escudo de forma española. De plata, una cabeza de caballo cortada hasta el pecho de oro fileteada de sable, enjaezada de sable y oro. Al timbre, corona real abierta o de Castilla.»
Boletín Oficial de Castilla y León nº 241/2008 de 15 de diciembre de 2008